# Ordonnance linguistique du 19 juin 1902
L'ordonnance linguistique du 19 juin 1902 (en finnois : Keisarillisen Majesteetin Armollinen Asetus suomen- ja ruotsinkielen käyttämisestä Suomenmaan tuomioistuimissa ja muissa viranomaisissa) (AsK 18/1902) est une loi du 19 juin 1902 qui décide de la langue à utiliser dans les tribunaux et les administrations dans le grand duché de Finlande.